# Vriesea philippocoburgii
Vriesea philippocoburgii là một loài thực vật có hoa trong họ Bromeliaceae. Loài này được Wawra miêu tả khoa học đầu tiên năm 1880.